# Herding (Adelsgeschlecht)

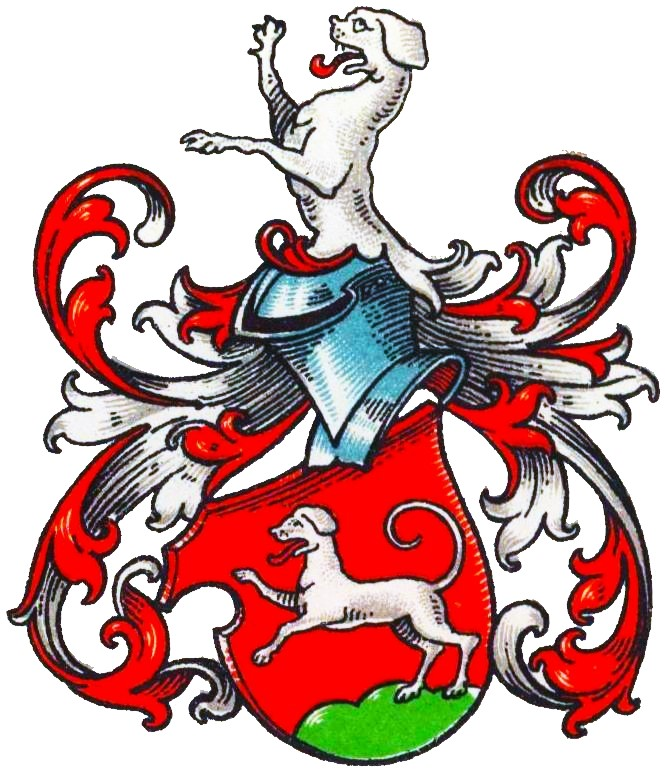
Stammwappen derer von Herding im Wappenbuch des Westfälischen Adels

Herding (auch Herdingh, Herdingk o. ä.) ist der Name eines westfälischen Patrizier- und Adelsgeschlechts, das später auch nach Bayern kam.

## Geschichte
Das Geschlecht war ursprünglich ein Münsteraner Stadtgeschlecht. Im Münsterland besaßen sie Hiltrup (urkundl. 1650–1817), Maser (1817) und Möllenbeck (1680). 1671 erwarb die Familie das Gut Windisch-Eschenbach in der Oberpfalz.
Bereits 1253 erscheint ein Henricus de Herdinghen. Gerhardus Herdinck war 1492/93 Ratsherr in Münster. Johan Herding (Johann Herdinck) war 1518–1523 und 1525/26 Grutherr, 1526/27 Schöffe und 1518–1536 Ratsherr im Münsteraner Stadtrat. Ein Familienmitglied soll sich 1525 unter Kaiser Karl V. in der Schlacht bei Pavia verdient gemacht und danach den Adel erhalten bzw. bestätigt bekommen haben. Am 7. November 1636 erhielten die Brüder Johann und Heinrich Herding (Herdingh) eine kaiserliche Bestätigung ihres Adels und Wappens. Am 12. März 1720 wurde Wilhelm Johann von Herding der Freiherrenstand mit Prädikat „Wohlgeboren“ verliehen.
Freiherr Nikolaus Casimir von Herding († 1811) heiratete Josepha Ursula von St. Martin. Er war Generaladjutant des Kurfürsten Karl Theodor, später bayerischer Kammerherr, Generalleutnant und Obersthofmeister der Königin Karoline von Bayern. Seine Witwe erbte von Nicolaus Casimirs Schwester Magdalena von Zedtwitz geb. von Herding († 1814) ein Schlossgut des Freiherrn Peter Emanuel von Zedtwitz in Mundenheim zusammen mit sechs Rheininseln. Die Eheleute Nikolaus Casimir und Josepha Ursula von Herding hatten zwei Kinder: Eine Tochter namens Maria Magdalena (1789–1859) und einen Sohn namens Maximilian (1802–1851), genauer Maximilian Joseph Claudius. 
Maria Magdalena heiratete 1808 den Prinzen Karl Theodor von Isenburg, Sohn des bayerischen Generalleutnants Friedrich Wilhelm zu Isenburg und Büdingen (1730–1804) und seiner Gattin Karoline Franziska Dorothea von Parkstein (1762–1816), einer natürlichen Tochter des Kurfürsten Karl Theodor von Kurpfalz-Bayern. Eine Tochter aus dieser Verbindung heiratete später den österreichischen Ministerpräsidenten Karl Ferdinand von Buol-Schauenstein.
Maximilian bekleidete das Amt des bayerischen Kämmerers. Zusammen mit seiner Mutter erwarb er das Dalberg’sche Schloss in Nierstein. Sie ließen es umbauen und dort eine prächtige, im Nazarenerstil ausgemalte Kapelle errichten, welche heute zu den Sehenswürdigkeiten des Ortes zählt. Der dazu beauftragte Künstler war Jakob Götzenberger aus Heidelberg.
Mit dem kinderlosen Tod von Maximilian von Herding starb das Geschlecht 1851 im Mannesstamm aus.

## Persönlichkeiten
- Heinrich Herding († 1656), deutscher Jurist, Gesandter bei den Westfälischen Friedensverhandlungen
- Anna Eleonora Sophia von Herding zu Hiltrup (* um 1696; † 1754), Äbtissin des Stifts Wietmarschen 1734–1754
- Isabella Catharina Maria von Herding zu Hiltrup (* um 1706; † 1774), Äbtissin des Stifts Wietmarschen 1755–1774
- Josepha Ursula von Herding (1780–1849), deutsche Adelige

## Wappen
Blasonierung: In Rot auf grünem Rasen (oder Dreiberg) ein silberner springender Hund. Auf dem (auch bekrönten) Helm mit rot-silbernen Helmdecken der silberne Hund wachsend (auch mit goldenem Halsband).
Abweichend stellt Johann Siebmacher den Schild silbern und den Hund rot tingiert dar.